# 王景
王 景（おう けい、生没年不詳）は、新末後漢初の治水学者、漢の朝鮮半島における植民地楽浪郡の漢人。23年に楽浪郡で反乱を起こした王調を殺害した楽浪郡の郷官「郡三老」王閎の子である。
王景の祖先は、山東人であったが、前漢の呂氏の乱の時に、朝鮮に逃れて来て、その地に永住した。王景の一族が爾後益々盛行したことは、王景の父の王閎が楽浪郡の三老になっていることからも理解できる。王景は、後漢の明帝に召されて、永平の黄河堤防事業の治水工事を担当したが、その成功は、王景の手腕によるところが大きい。王景は、汴水を修復して滎陽から千乗の河口に至るまで流路を改修、10里に1水門を設け分水回注させて洪水を防ぐなど黄河の分水方式の原型をつくる。